# Die Theorie von Allem
Die Theorie von Allem (alemany: La teoria del tot) és una pel·lícula de misteri thriller alemanya del 2023 dirigida per Timm Kröger, a partir d'un guió escrit per Kröger amb Roderick Warich. S'ha doblat al català.
La pel·lícula va ser seleccionada per competir pel Lleó d'Or a la 80a Mostra Internacional de Cinema de Venècia, on es va estrenar el 3 de setembre de 2023. Es va estrenar a les sales d'Alemanya el 26 d'octubre de 2023.

## Argument
El 1962, el físic Johannes viatja amb el seu director de doctorat a un congrés científic als Alps suïssos. És allà on coneix a Karin, una pianista de jazz, sospitosament coneixedora de Johannes. Una sèrie de morts misterioses es produeixen al lloc muntanyós i els dos s'aventuren a descobrir els secrets que s'amaguen a sota. La història inclou un convidat iranià, una estranya formació de núvols al cel i la mecànica quàntica.

## Repartiment
- Jan Bülow com a Johannes Leinert
- Olivia Ross com a Karin Hönig
- Hanns Zischler com el Dr. Julius Strathen
- Gottfried Breitfuss com el professor Blumberg
- David Bennent com a comissari Arnold
- Philippe Graber com a comissari Amrein
- Ladina Carla von Frisching com a Susi (adulta)
- Imogen Kogge com Anna Leinert
- Emanuel Waldburg-Zeil com a Johnny
- Vivienne Bayley com a Susi (nen)
- Dirk Böhling com a moderador
- Paul Wolff-Plottegg com el Dr. Martin Koch
- Peter Hottinger com a Empfangschef
- Dana Herfurth com Minna
- Joey Zimmermann com a Polizeibeamter
- Eva Maria Jost com Anna Leiert Jung
- Jonathan Wirtz com a Johannes (nen)

## Producció
Die Theorie von Allem va ser produït per l'alemanya Ma.ja.de. Fiction and The Barricades, en coproducció amb Panamà Film d'Àustria i Catpics AG de Suïssa. La fotografia principal va començar el gener de 2022 a l'estació d'esquí de St. Jakob in Defereggen, Àustria. La pel·lícula es va rodar en blanc i negre amb CinemaScope. El rodatge estava previst que s'acabaria a finals de febrer.

## Música
Diego Ramos Rodríguez va compondre la banda sonora de la pel·lícula, amb música addicional de David Schweighart i Viola Hammer. Oscilloscope Laboratories va publicar la banda sonora el desembre de 2023. AL'agost de 2024 es va llançar un vinil d'edició limitada.

### Llista de cançons
| Núm.          | Títol                       | Durada |
| ------------- | --------------------------- | ------ |
| 1.            | «Prologue»                  | 3:17   |
| 2.            | «Departure»                 | 2:24   |
| 3.            | «The Train to the Alps»     | 2:12   |
| 4.            | «In the Chapel»             | 3:00   |
| 5.            | «Johanina»                  | 3:26   |
| 6.            | «Professor Blumberg»        | 5:20   |
| 7.            | «On the Ski Slope»          | 3:59   |
| 8.            | «Blumberg's Corpse»         | 4:16   |
| 9.            | «Interlude - Karin's Theme» | 4:28   |
| 10.           | «Homecoming»                | 2:07   |
| 11.           | «Mistrust and Separation»   | 3:36   |
| 12.           | «Johnny Shows the Way»      | 8:33   |
| 13.           | «Where is Karin?»           | 7:33   |
| 14.           | «Under Suspicion»           | 4:14   |
| 15.           | «The Chase»                 | 1:27   |
| 16.           | «Epilogue»                  | 9:28   |
| Durada total: | Durada total:               | 69:20  |

## Estrena
Die Theorie von Allem va ser seleccionada per competir pel Lleó d'Or a la 80a Mostra Internacional de Cinema de Venècia, on es va estrenar el 3 de setembre de 2023. Les vendes internacionals van ser gestionades per l'empresa Charades, amb seu a París. A principis d'octubre de 2023, es va anunciar que Oscilloscope Laboratories havia adquirit els drets de distribució als Estats Units. La pel·lícula es va estrenar a les sales de cinema a Alemanya per Neue Visionen el 26 d'octubre de 2023. Stadtkino Filmverleih va estrenar la pel·lícula el 10 de novembre de 2023 a Àustria. Filmcoopi Zürich ba estrenar la pel·lícula a Suïssa l'1 de febrer de 2024.

## Recepció

### Resposta crítica
Al lloc web de l'agregador de ressenyes Rotten Tomatoes, la pel·lícula té una puntuació d'aprovació del 69% basada en 26 ressenyes, amb una puntuació mitjana de 6,6/10. Metacritic, que utilitza una mitjana aritmètica, va assignar a la pel·lícula una puntuació de 59 sobre 100, basada en 8 crítiques, indicant crítiques "generalment favorables".

### Reconeixements
| Premi                                       | Data de cerimònia     | Categoria                             | Receptor(s)                   | Resultat  | Ref.          |
| ------------------------------------------- | --------------------- | ------------------------------------- | ----------------------------- | --------- | ------------- |
| Festival Internacional de Cinema de Chicago | 22 d'octubre de 2023  | Hugo d'or                             | Die Theorie von Allem         | Nominat   | [ 16 ]        |
| Deutscher Filmpreis                         | 3 de maig de 2024     | Millor pel·lícula                     | Die Theorie von Allem         | Nominat   | [ 17 ] [ 18 ] |
| Deutscher Filmpreis                         | 3 de maig de 2024     | Millor director                       | Timm Kröger                   | Nominat   | [ 17 ] [ 18 ] |
| Deutscher Filmpreis                         | 3 de maig de 2024     | Millor fotografia                     | Roland Stuprich               | Guanyador | [ 17 ] [ 18 ] |
| Deutscher Filmpreis                         | 3 de maig de 2024     | Millor banda sonora                   | Diego Ramos Rodríguez         | Nominat   | [ 17 ] [ 18 ] |
| Deutscher Filmpreis                         | 3 de maig de 2024     | Millor disseny de producció           | Cosima Vellenzer, Anika Klatt | Guanyador | [ 17 ] [ 18 ] |
| Deutscher Filmpreis                         | 3 de maig de 2024     | Millors efectes visuals               | Kariem Saleh, Adrian Meyer    | Guanyador | [ 17 ] [ 18 ] |
| Preis der deutschen Filmkritik              | 18 de febrer de 2024  | Millor pel·lícula                     | Die Theorie von Allem         | Nominat   | [ 19 ]        |
| Preis der deutschen Filmkritik              | 18 de febrer de 2024  | Millor actor                          | Gottfried Breitfuss           | Nominat   | [ 19 ]        |
| Preis der deutschen Filmkritik              | 18 de febrer de 2024  | Millor guió                           | Timm Kröger, Roderick Warich  | Nominat   | [ 19 ]        |
| Preis der deutschen Filmkritik              | 18 de febrer de 2024  | Millor fotografia                     | Roland Stuprich               | Nominat   | [ 19 ]        |
| Preis der deutschen Filmkritik              | 18 de febrer de 2024  | Millor música                         | Diego Ramos Rodríguez         | Guanyador | [ 20 ]        |
| Utopiales                                   | 4 de novembre de 2023 | Grand prix du jury des Utopiales      | Die Theorie von Allem         | Guanyador | [ 21 ]        |
| Festival de Cinema de Venècia               | 9 de setembre de 2023 | Lleó d'Or                             | Timm Kröger                   | Nominat   | [ 22 ]        |
| Festival de Sitges                          | 13 d'octubre de 2023  | Premi de la Crítica José Luis Guarner | Die Theorie von Allem         | Guanyador | [ 23 ]        |